# یورگن ملزر
یورگن ملزر (به آلمانی: Jürgen Melzer) (زاده ۲۲ مهٔ ۱۹۸۱ - وین) تنیس‌باز اهل کشور اتریش است.
ملزر در مسابقات بین‌المللی مهمی شرکت کرده است که می‌توان به قهرمانی در مسابقات تنیس آزاد ویمبلدون ۲۰۱۰ در بخش دو نفره، مسابقات تنیس آزاد آمریکا ۲۰۱۱ در بخش دو نفره و همچنین قهرمانی در مسابقات تنیس آزاد ویمبلدون ۲۰۱۱ در بخش مختلط دو نفره اشاره کرد، بهترین رتبه وی در رتبه‌بندی جهانی تنیس ۸ (۱۸ آوریل ۲۰۱۱) بوده است.